# Ахмети
Ахме́ти — торф'яне болото в Сюмсинському районі Удмуртії, Росія.
Болото розташоване на першій надзаплавній терасі річки Кільмезь. Площа болота 1712 га, в межах промислової глибини торф'яних покладів — 917 га. Середня потужність торф'яного шару — 1,6 м, максимальна — 4,3 м. Запаси торфу при вологості 40 % оцінюються в 2,99 млн тонн.
Поширені низинний, перехідні з торф'яними покладами лісового, лісоболотного і осокового видів та рідше верховий тип боліт з торф'яними покладами з магелланікуму та сосново-пушицевого походження. Середня зольність торфу — 13,1 %, ступінь розкладу змінюється в межах 25—65 %. Торфорозробки не ведуться.